# Лупенко Сергій Анатолійович
Лупенко Сергій Анатолійович (нар. 1 березня 1975, с. Ленінське (тепер с. Спаське) Кролевецький район Сумська область) — доктор технічних наук, професор, академік Академії наук вищої школи України, професор кафедри комп'ютерних систем та мереж, гарант освітніх програм спеціальності «Комп'ютерна інженерія» освітніх та освітньо-наукових рівнів «Бакалавр», «Магістр», «Доктор філософії», керівник науково-дослідної лабораторії «Моделювання, математичного та програмного забезпечення інформаційних систем та мереж» Тернопільський національний технічний університет імені Івана Пулюя (ТНТУ), професор Опольської політехніки (Польща), запрошений професор Амерікан Юніверсіті Київ.

## Життєпис
Народився 1 березня 1975 року в с. Ленінське (тепер с. Спаське) Кролевецького р-ну Сумської області. В 1992 році закінчив Тернопільську ЗОШ № 11. З 1992 по 1998 р. навчався у Тернопільському державному технічному університеті імені Івана Пулюя на факультеті приладобудування за спеціальністю «Біотехнічні та медичні апарати і системи». Отримав два дипломи із відзнакою — спеціаліста (1997) та магістра (1998). З 1998 по 2001 р. продовжив навчання у аспірантурі під науковим керівництвом д.т.н., професора Щербака Л. М. У 2001 році захистив кандидатську, а у 2010 році докторську дисертації за спеціальністю «Математичне моделювання та обчислювальні методи». У 2004 році отримав вчене звання доцента за кафедрою радіокомп'ютерних систем, а у 2011 році — вчене звання професора за кафедрою комп'ютерних систем та мереж. Працював та працює в Тернопільському національному технічному університеті імені Івана Пулюя, Інституті телекомунікацій та глобального інформаційного простору НАН України, в Опольській політехніці (Польща), у Техніко-гуманітарній академії Бєльсько-Бяла (Польща), в Амерікан Юніверсіті Київ. За час своєї трудової діяльності працював на посадах програміста, асистента, доцента, професора, завідувача кафедрою, провідного наукового співробітника, керівника відділу міжнародних проектів.
Лупенко С. А. є фундатором та багаторічним завідувачем кафедри радіокомп'ютерних систем (2004 рік) та кафедри комп'ютерних систем та мереж (2009 рік) ТНТУ. За безпосередньої участі Лупенка С. А. в університеті було ліцензовано та акредитовано ряд напрямів та спеціальностей із підготовки бакалаврів, спеціалістів, магістрів та докторів філософії в галузі знань «Інформаційні технології», зокрема, зі спеціальності «Комп'ютерна інженерія» та «Комп'ютерні науки». Він є розробником багатьох освітньо-професійних характеристик та навчальних планів підготовки фахівців у галузі інформаційних технологій. Був керівником робочої групи ТНТУ з виконання міжнародного проекту 543968-TEMPUS-1-2013-1-EE-TEMPUS-JPCR Modernization of Postgraduate Studies on Security and Resilience for Human and Industry Related Domains (SEREIN), що отримав фінансування у рамках міжнародної освітньої програми «Tempus». Рецензент багатьох підручників, навчальних посібників, наукових монографій та фахових наукових статей в галузі інформаційних технологій. Неодноразово був головою експертних комісій Міністерства освіти і науки України по проведенню акредитаційних експертиз та ліцензування в різних університетах та коледжах України. З 2019 року член підкомісії з комп'ютерної інженерії Науково-методичної комісії з інформаційних технологій,  автоматизації та телекомунікацій сектору вищої освіти Науково-методичної ради Міністерства освіти і науки України. Є співрозробником Стандарту вищої освіти України третього (освітньо-наукового) рівня «Доктор філософії» галузі знань «Інформаційні технології» спеціальності «Комп'ютерна інженерія» (2022).
У 2008 році був співорганізатором та співкоординатором курсів підвищення кваліфікації за напрямом «Методи та засоби цифрової обробки даних в телекомунікаційних системах та мережах» для офіцерів прикордонної служби України, а також для фахівців-офіцерів із Соціалістичної республіки В'єтнам на замовлення державної фірми «Хітако». Професор Лупенко С. А. очолює обласний осередок Всеукраїнської громадської організації «Рада із конкурентоспроможності індустрії інформаційно-комунікаційних технології України».
Професор Лупенко С. А. — знаний фахівець в галузі математичного моделювання та обчислювальних методів, основні наукові результати якого полягають у розробці комплексу нових математичних моделей, методів та програмно-апаратних засобів аналізу, прогнозування, комп'ютерного моделювання широкого класу сигналів та процесів із циклічною просторово-часовою структурою, які мають місце в галузі медичної діагностики, економетрії, кібербезпеки та діагностики стану матеріалів.
Під керівництвом Лупенка С. А. функціонує наукова школа «Моделювання та математичне забезпечення інтелектуалізованих інформаційних систем в медицині, техніці та економіці». До складу наукової школи входять 3 доктори технічних наук та 15 кандидатів технічних наук. Основною особливістю цієї наукової школи є розвиток та поєднання сучасних моделей та технологій опрацювання сигналів із моделями та технологіями в галузі систем штучного інтелекту. Представниками наукової школи опубліковано 15 монографій, 4 підручники та 11 навчальних посібників, більше 500 статей, в тому числі у міжнародних виданнях, та отримано більше 30 авторських свідоцтв і патентів.
Професор Лупенко С. А. заступник голови Науково-технічної ради ТНТУ, був керівником багатьох науково-дослідних проектів у галузі математичного моделювання та інформаційних технологій, а саме, таких:
1.     Комплексний міжуніверситетський науково-дослідний проект «Розробка, дослідження та впровадження методів і засобів контролю та управління якістю програмних продуктів» (№ держреєстрації 0113U000258).
2.     Науково-дослідний проект «Створення грід-орієнтованого програмного забезпечення для здійснення криптоаналізу», що є складовою частиною проекту «Розробка математичного та програмного грід-орієнтованого забезпечення для моделювання та прикладних досліджень в галузях механіки, ідентифікації нанопористих матеріалів, біометрії та криптоаналізу», що виконувався Інститутом кібернетики імені В. М. Глушкова НАН України (№ держреєстрації 0111U008183).
3.     Науково-дослідний проект «Розробка математичного та програмного забезпечення інформаційних систем діагностики та аутентифікації людини за циклічними біометричними сигналами» (номер держреєстрації 0112U002203).
4.     Науково-дослідний проект "Моделювання та розробка алгоритмів криптоаналізу з використанням паралельних та розподілених комп'ютерних систем (номер держреєстрації 0111U002595).
5.     «Математичне моделювання, методи обробки та імітації біометричних циклічних сигналів в інформаційних системах» (номер держреєстрації 0106U009380).
Сферою наукових інтересів є математичне моделювання та методи опрацювання сигналів в інтелектуалізованих інформаційних системах, високопродуктивні обчислювальні системи, інформаційні технології біометричної аутентифікації особи, онтоорієнтовані інтелектуалізовані медичні інформаційні системи. Професор Лупенко С. А. є автором сучасної оригінальної теорії моделювання та опрацювання сигналів циклічної структури в інформаційних системах їх аналізу, діагностування та прогнозування. Розроблена їм теорія з позицій єдиного теоретико-методологічного підходу враховує широкий спектр можливих атрибутів циклічності в рамках детермінованої, стохастичної, нечіткої та інтервальної парадигм моделювання, значне структурне багатоманіття закономірностей мінливості та спільності ритму циклічних сигналів та має засоби адаптації до змін їх ритму. Логічним підсумком цього напряму досліджень стало видання наукової монографії «Теоретичні основи моделювання та опрацювання циклічних сигналів в інформаційних системах».
Професором Лупенко С. А. розроблено та обґрунтовано цілісний формалізований підхід до організації контенту  навчальних курсів в електронних системах навчання на основі аксіоматико-дедуктивної стратегії та оноорієнтованого підходу, що забезпечує високий рівень їх семантичної якості. Як приклад застосування запропонованої аксіоматико-дедуктивної стратегії розроблено елементи глосарію та таксономій понять дисципліни «Комп'ютерна логіка», які втілено у середовищі Protégé з використанням мови опису онтологій OWL. Здобуті наукові результати використані при створенні ряду електронних навчальних курсів, а також знайшли своє впровадження в освітній процес у вигляді підручника «Комп'ютерна логіка» обсягом 640 сторінок під авторством Лупенка С. А.
  Професор Лупенко С. А. розробив архітектуру та логіко-математичне забезпечення онтоорієнтованого іноформаційно-аналітичного середовища для   інтегративної наукової медицини. Він є автором та координатором Міжнародної програми наукових досліджень китайської образної медицини на 2017—2023 роки, яка затверджена та реалізується Пекінським медичним  дослідницьким інститутом «Кундавелл», і спрямована на проведення всебічних наукових досліджень китайської образної медицини з метою створення її наукової теорії, проведення клінічних випробувань та розробки інтегрованого онтоорієнтованого інформаційно-аналітичного середовища наукових досліджень, професійної цілительської діяльності та електронного навчання.
Лупенко С. А. багато років приймає активну участь у підготовці та атестації наукових кадрів, зокрема, був членом спеціалізованої Вченої ради із захисту кандидатських та докторських дисертацій у ТНТУ (2004—2014), заступником голови спеціалізованої Вченої ради із захисту кандидатських та докторських дисертацій у ТНТУ (2014—2021) та членом спеціалізованої Вченої ради із захисту кандидатських та докторських дисертацій у Національному університеті «Львівська політехніка» (2012—2021). Голова чотирьох разових спеціалізованих вчених рад із захисту докторів філософії (2021). З 2021 року — член Наукової ради з дисципліни «Інформатика технічна та телекомунікація» Опольської політехніки (Польща).
З 2022 року — голова спеціалізованої Вченої ради із захисту докторських дисертацій за спеціальністю «Математичне моделювання та обчислювальні методи» у ТНТУ. Підготував одного доктора технічних наук та сім кандидатів технічних наук (у тому числі за спільною Україно-Французькою програмою), офіційний опонент понад 50 кандидатських та докторських дисертацій. Є співголовою наукового тематичного семінару в ТНТУ за спеціальністю 01.05.02 — математичне моделювання та обчислювальні методи (технічні науки). Є науковим консультантом здобувачів наукового ступеня доктора технічних наук та науковим керівником аспірантів та здобувачів наукового ступеня кандидата технічних наук (докторів філософії).
Лупенко С. А. входить до складу редколегій наукових періодичних журналів "Вісник Тернопільського національного технічного університету, «Комп'ютерні системи та мережі» Національного університету «Львівська політехніка» та «Computer Systems and Information Technologies» Хмельницького національного університету. Був членом редколегій трьох інших наукових фахових журналів, зокрема, «Інформаційні системи та мережі» Національного університету «Львівська політехніка». Входив та входить до складу програмних комітетів багатьох міжнародних та національних наукових конференцій, зокрема, він є головою програмного комітету науково-технічної конференції «Інформаційні моделі, системи та технології», співголовою міжнародної наукової конференції "Information Technologies: Theoretical and Applied Problems, матеріали якої індексуються базами Scopus та DBLP, членом програмного комітету міжнародної наукової конференції «Advanced Computer Information Technologies», що внесена до наукометричних баз Scopus, IEEE Xplore.
За час своєї наукової та науково-педагогічної діяльності професор Лупенко С. А. опублікував понад 300 наукових та науково-методичних праць, у тому числі 9 наукових монографій, 3 підручника без співавторів та 4 навчальних посібники у співавторстві. Результати дослідження представлялися і доповідалися на багаточисельних міжнародних та вітчизняних науково-практичних конференціях.
В 2005 році Лупенко С. А. нагороджений Грамотою Тернопільської обласної державної адміністрації за вагомий внесок у розбудову навчального закладу, у 2010 році Грамотою Тернопільської обласної ради за багаторічну сумлінну працю, значні наукові досягнення та з нагоди Дня науки, у 2017 році Грамотою Тернопільської обласної державної адміністрації та Тернопільської обласної ради за сумлінну творчу працю, високий професіоналізм, вагомий особистий внесок у підготовку і виховання висококваліфікованих кадрів та з нагоди Дня науки, у 2020 році Подякою Прем'єр-міністра України за вагомий особистий внесок у забезпечення розвитку освіти і науки, багаторічну сумлінну працю та високий професіоналізм.